# Jagged Alliance (seria)

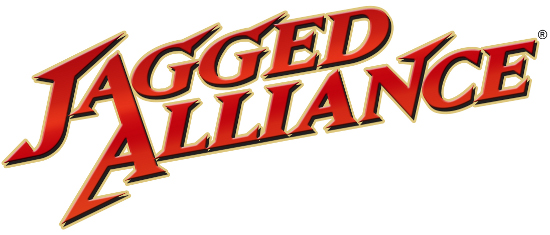
Logo serii gier Jagged Alliance

Jagged Alliance – seria strategicznych gier turowych na komputery osobiste.

## Gry z serii
- Jagged Alliance (2 września 1994[1])
  - Jagged Alliance: Deadly Games (31 sierpnia 1996[2])
- Jagged Alliance 2 (23 lipca 1999[3])
  - Jagged Alliance 2.5: Unfinished Business (1 grudnia 2000[4])
  - Jagged Alliance 2: Wildfire (8 marca 2004[5])
- Jagged Alliance: Back in Action (9 lutego 2012[6])
  - Jagged Alliance: Crossfire (24 sierpnia 2012[7])
- Jagged Alliance DS
- Jagged Alliance Online (15 września 2012[8])
- Jagged Alliance 3 (14 lipca 2023[9])

### Anulowane
- Jagged Alliance 3D

## Filmy
- Jagged Alliance (film) (producent: Nick Nunziata, zapowiedź: 2007 r.)